# ويليام فرنسيس ستيفنسون
ويليام فرنسيس ستيفنسون (بالإنجليزية: William F. Stevenson)‏ هو محامي وسياسي أمريكي، ولد في 23 نوفمبر 1861، وتوفي في 12 فبراير 1942 في واشنطن العاصمة في الولايات المتحدة. حزبياً، نشط في الحزب الديمقراطي. وقد انتخب عضو مجلس نواب كارولاينا الجنوبية وانتخب عضو مجلس النواب الأمريكي.